# 김히택
김히택(金熙澤, 1935년 4월 20일 ~ )은 조선민주주의인민공화국의 정치인이다. 량강도 당위원회 책임비서를 지냈으며, 조선로동당 중앙위원회 정치국 위원이다.

## 경력
1979년 11월 평양탄광기계공장 초급당비서를 거쳐, 1980년 2월 량강도 갑산군 행정위원회 지방공업관리부 부부장을 맡았다. 1982년 7월 평양시 당위원회 비서와 1986년 10월 평양시 평천구역 당 책임비서를 역임했다.
2001년 1월 당 경제정책검열부 제1부부장에 임명된 데 이어, 2001년 10월 당 중앙위 제1부부장(경공업부)에 올랐다. 2009년 3월이후 량강도 당위원회 책임비서를 지냈다. 2010년 9월, 조선로동당 중앙위원회 위원에 선임되었다. 2013년 량강도 당 책임비서에서 물러났다.

## 최고인민회의 대의원
2003년 9월 최고인민회의 제11기 대의원을 지냈다.

## 수훈
1986년 7월 ‘노력영웅’ 칭호, 국기훈장 1급을 받았다. 2002년 3월 김일성훈장을 받았다.

## 기타
2009년 홍성남, 2010년 김중린과 조명록, 2011년 김정일, 2013년 김국태 사망 당시에 국가 장의위원회 위원을 맡았다.